# Zoè Ducena
Zoè Ducena (1062 - abans del 1136) fou una princesa romana d'Orient, filla de l'emperador Constantí X Ducas i germana de l'emperador Miquel VII Ducas.
Zoè nasqué a Constantinoble el 1062. Era la filla petita de Constantí X i l'emperadriu Eudòxia Macrembolitissa. Com que havia nascut en la sala de pòrfir del palau imperial, era coneguda com a porfirogènita. En la seva crònica, Nicèfor Brienni relata que el seu germà Constanci volia que es casés amb Aleix Comnè i, per tant, s'oposava al matrimoni d'Aleix amb Irene Ducena. En l'Alexíada, Anna Comnena suggereix que l'emperadriu Eudòxia tenia pensat casar Zoè amb l'emperador Nicèfor III Botaniates després del seu ascens al tron el 1078, però finalment fou promesa a Nicèfor Sinadè, nebot de Nicèfor III, que l'emperador tenia previst designar com a hereu. Tanmateix, aquest matrimoni tampoc no es produí, car Nicèfor caigué en combat contra els normands de Robert Guiscard a la batalla de Dirràquion el 18 d'octubre del 1081. Finalment, aquell mateix any Zoè ja és mencionada com a muller d'Adrià Comnè, germà del nou emperador Aleix I. El marit de Zoè era protosebast i domèstic de les escoles.
Zoè és anomenada Anna en un poema sobre els avantpassats de Jordi Paleòleg, cosa que suggereix que al capaltard de la seva vida seguí l'exemple del seu marit i es feu monja. Segons alguns estudiosos, Adrià i Zoè són esmentats pels seus noms monàstics, Joan i Anna, en una tomba de l'església de la Beatíssima Mare de Déu de Constantinoble, que els menciona a ells i als seus fills com a donants a l'església. El matrimoni tingué diversos fills:
- Eudòxia Comnena, casada amb Aleix Tarcaniota
- Andrònic Comnè, casat amb Eudòxia Ducena
- Aleix Comnè, casat amb Irene Sinadena
- Adrià Comnè

En el recordatori de la família de l'emperadriu Irene, inclòs en el típicon del monestir de Crist Filantrop, es dona el 29 d'agost com a data de la mort de Zoè. Un típicon del monestir del Pantocràtor menciona Zoè com a muller del gran domèstic i tia de l'emperador Joan II Comnè. Se'n desconeix l'any de la mort, tot i que devia ser abans del 1136.